# レイ・リオッタ
レイ・リオッタ（Ray Liotta, 1954年12月18日 - 2022年5月26日）は、アメリカ合衆国の俳優。ニュージャージー州ニューアーク出身。

## 生い立ち
1954年12月18日、ニュージャージー州ニューアーク生まれ。孤児院に捨てられて、生後6か月で町の職員のメアリーと自動車部品店のオーナー、アルフレッド・リオッタに引き取られる。養父母がスコットランド系アメリカ人とイタリア系アメリカ人だった。
リオッタは、自分自身を養父母と同様にスコットランドおよびイタリア系だと考えていたが、2000年代に私立探偵によって実の母親のルースを探し出し、純粋なスコットランド系だったことが判明した。また、実の姉妹のほかに、同じ「レイ」という名の異母兄弟、さらに異母姉妹がいることも判明した。
1973年にニュージャージー州のユニオン・カトリック高校を卒業し、マイアミ大学で演技を学び、1978年に美術学博士号を取得して卒業。マイアミ大学時代には『キャバレー』 『デイムズ・アット・シー 、 オクラホマ 』 『サウンド・オブ・ミュージック』を演じた。

## 経歴
リオッタは大学卒業後にニューヨークに転居し、バーテンダーとして働きながらブロードウェイ最大の劇場を有する「シューベルト・オーガニゼーション」と契約。舞台で経験を積みながら、テレビドラマ「アナザーワールド」のジョーイ・ペニー役として初めて役をもらって出演した。
その後、映画『サムシング・ワイルド』でゴールデングローブ賞の最優秀助演男優賞にノミネートされる。1989年には、『フィールド・オブ・ドリームス』でシューレス・ジョー役を演じる。
出世作となったマーティン・スコセッシ監督作品『グッドフェローズ』で演じた元マフィアの実在人物ヘンリー・ヒル役が最も良く知られる。サイコな悪役など、個性的な役柄を得意としており、サスペンス映画の出演が多い。『ハンニバル』では買収されてクラリスを停職にしたために大変な目に遭う官僚を演じた。
また、ビデオゲーム『グランド・セフト・オート・バイスシティ』では主人公トミー・ベルセッティの声優を務めた。

## 私生活
野球ファンとして知られており、1997年に日本を訪問した際は当時ニューヨーク・ヤンキースに入団することが報じられていた伊良部秀輝の話題を口にしたことがある。
1997年にテレビ映画で共演した女優ミシェル・グレイスと結婚し、翌年娘が生まれたが、2004年に離婚している。
2007年には飲酒運転の末に事故を起こし、逮捕された。
2022年5月26日、新作映画『Dangerous Waters』撮影のために滞在していたドミニカ共和国でホテルでの就寝中に死去。67歳没。
2023年2月24日、ハリウッド・ウォーク・オブ・フェームにリオッタの名が刻まれ、娘のカーセンが代わって表彰された。
2023年5月、TMZが参照したドミニカ共和国当局の報告によれば呼吸不全、肺水腫また心血管疾患を起因にしたアテローム性動脈硬化が死因と明かされた。

## 主な出演作品

### 映画
| 公開年 | 邦題 原題                                                                 | 役名                                                                              | 備考                        | 吹き替え                                                           |
| ------ | ------------------------------------------------------------------------- | --------------------------------------------------------------------------------- | --------------------------- | ------------------------------------------------------------------ |
| 1986   | サムシング・ワイルド Something Wild                                       | レイ・シンクレア                                                                  |                             | 鈴置洋孝                                                           |
| 1988   | ニッキーとジーノ Dominick and Eugene                                      | ジーノ                                                                            | 日本劇場未公開              | 中田和宏                                                           |
| 1989   | フィールド・オブ・ドリームス Field of Dreams                              | シューレス・ジョー・ジャクソン                                                    |                             | 石塚運昇（DVD版） 池田秀一（VHS版） 菅生隆之（日本テレビ版）       |
| 1990   | グッドフェローズ Goodfellas                                               | ヘンリー・ヒル                                                                    |                             | 安原義人                                                           |
| 1992   | 不法侵入 Unlawful Entry                                                   | ピート・デイビス                                                                  |                             | 田中秀幸（ソフト版） 磯部勉（テレビ朝日版） 池田秀一（機内上映版） |
| 1992   | ドク・ソルジャー/白い戦場 Article 99                                      | リチャード・スタージェス                                                          |                             | 大塚芳忠（ソフト版） 神谷和夫（テレビ東京版）                      |
| 1994   | ノー・エスケイプ No Escape                                                | J. T. ロビンソン                                                                  |                             | 大塚芳忠（ソフト版） 山路和弘（テレビ東京版）                      |
| 1994   | コリーナ、コリーナ Corrina, Corrina                                       | マニー・シンガー                                                                  |                             | 磯部勉                                                             |
| 1995   | ダンボドロップ大作戦 Operation Dumbo Drop                                 | T・C・ドイル大尉                                                                  |                             | 田中秀幸                                                           |
| 1996   | アンフォゲタブル Unforgettable                                            | デヴィッド・クレイン                                                              |                             | 小杉十郎太                                                         |
| 1997   | 乱気流/タービュランス Turbulence                                          | ライアン・ウィーバー                                                              |                             | 大塚芳忠（ソフト版） 磯部勉（テレビ朝日版） 桐本拓哉（VOD版）      |
| 1997   | コップランド Cop Land                                                     | ゲイリー                                                                          |                             | 大塚芳忠（ソフト版） 鈴置洋孝（日本テレビ版）                      |
| 1998   | フェニックス Phoenix                                                      | ハリー・コリンズ                                                                  | 兼共同製作                  | 不明                                                               |
| 1998   | ラット・パック/シナトラとJFK The Rat Pack                                 | フランク・シナトラ                                                                | テレビ映画                  |                                                                    |
| 1999   | ゴンゾ宇宙に帰る Muppets from Space                                       | 門番                                                                              |                             | 永井誠                                                             |
| 1999   | 人妻 Forever Mine                                                         | マーク・ブライス                                                                  |                             | 金子由之                                                           |
| 2000   | ボイス・オブ・エンジェル A Rumor of Angels                                | ネイサン                                                                          | 日本劇場未公開              |                                                                    |
| 2001   | ハンニバル Hannibal                                                       | ポール・クレンドラ                                                                |                             | 大塚芳忠（ソフト版） 内田直哉（テレビ朝日版） 郷田ほづみ（VOD版）  |
| 2001   | ハートブレイカー Heartbreakers                                            | ディーン・カマノ                                                                  |                             | 大塚芳忠                                                           |
| 2001   | ブロウ Blow                                                               | フレッド・ユング                                                                  |                             | 斎藤志郎                                                           |
| 2002   | NARC ナーク Narc                                                          | ヘンリー・オーク警部補                                                            | 兼製作                      | 山野井仁                                                           |
| 2002   | ジョンQ -最後の決断- John Q                                               | ガス・モンロー                                                                    |                             | 大滝寛（ソフト版） 大塚芳忠（日本テレビ版） 不明（機内上映版）     |
| 2002   | チェーン・オブ・ファイア Point of Origin                                  | ジョン・オア / アーロン・スタイルズ                                               | テレビ映画                  | 佐々木梅治                                                         |
| 2003   | アイデンティティー Identity                                               | ロード                                                                            |                             | 大塚芳忠（ソフト版） 大塚明夫（テレビ東京版）                      |
| 2004   | コントロール Control                                                      | リー・レイ・オリヴァー                                                            |                             | 加藤亮夫                                                           |
| 2005   | リボルバー Revolver                                                       | ドロシー・マカ                                                                    |                             | 谷口節                                                             |
| 2005   | ダウト Slow Burn                                                          | フォード・コール                                                                  |                             | 加藤亮夫                                                           |
| 2006   | ザ・ゲーム Even Money                                                     | トム                                                                              | 日本劇場未公開              | 不明                                                               |
| 2006   | スモーキン・エース/暗殺者がいっぱい Smokin' Aces                          | ドナルド・カラザーズ                                                              |                             | 山野井仁                                                           |
| 2007   | デス・リベンジ In the Name of the King: A Dungeon Siege Tale              | ガリアン                                                                          | 日本劇場未公開              | 大塚芳忠                                                           |
| 2007   | 団塊ボーイズ Wild Hogs                                                    | ジャック                                                                          |                             | 谷口節（ソフト版） 不明（機内上映版）                              |
| 2007   | バトル・イン・シアトル Battle in Seattle                                  | ジム・トビン                                                                      | 日本劇場未公開              | 不明                                                               |
| 2007   | ビー・ムービー Bee Movie                                                  | レイ・リオッタ                                                                    | 声の出演                    | 森川智之                                                           |
| 2008   | ヒーロー・ウォンテッド Hero Wanted                                        | テリー・サブスコット                                                              | 日本劇場未公開              | 高瀬右光                                                           |
| 2008   | THE LINE 殺しの銃弾 La linea                                              | マーク・シールド                                                                  | 兼製作総指揮 日本劇場未公開 |                                                                    |
| 2009   | 正義のゆくえ I.C.E.特別捜査官 Crossing Over                               | コール・フランケル                                                                |                             | 後藤敦                                                             |
| 2009   | オブザーブ・アンド・レポート Observe and Report                           | ハリソン                                                                          | 日本劇場未公開              |                                                                    |
| 2010   | デート & ナイト Date Night                                                | ジョー                                                                            | クレジットなし              | 斎藤志郎                                                           |
| 2010   | きみがくれた未来 Charlie St. Cloud                                        | フロリオ・フェランテ                                                              |                             | 田中秀幸                                                           |
| 2011   | スパイラル 危険な関係 The Details                                         | ピーター                                                                          | 日本劇場未公開              | （吹き替え版なし）                                                 |
| 2011   | 陰謀の代償 N.Y.コンフィデンシャル The Son of No One                       | マリオン・マサーズ警部                                                            |                             | 辻親八                                                             |
| 2011   | フェイク シティ2 Street Kings 2: Motor City                               | マーティー                                                                        | ビデオ映画                  | 木下浩之                                                           |
| 2011   | ザ・マーダー The River Murders                                            | ジャック・ヴァードン                                                              | 日本劇場未公開              | 堀内賢雄                                                           |
| 2011   | クライム・オブ・マネー 完全犯罪 The Entitled                              | リチャード                                                                        | 日本劇場未公開              | 不明                                                               |
| 2012   | ふたりのパラダイス Wanderlust                                             | 本人役                                                                            | カメオ出演 日本劇場未公開   | 不明                                                               |
| 2012   | ジャッキー・コーガン Killing Them Softly                                  | マーキー・トラットマン                                                            |                             | さかき孝輔                                                         |
| 2012   | ライアー・ハウス Breathless                                               | クーリー保安官                                                                    |                             | 北村謙次                                                           |
| 2012   | THE ICEMAN 氷の処刑人 The Iceman                                          | ロイ・デメイオ                                                                    |                             | 加藤清司                                                           |
| 2012   | プレイス・ビヨンド・ザ・パインズ/宿命 The Place Beyond the Pines          | デルーカ                                                                          |                             | 手塚秀彰                                                           |
| 2012   | イエロー Yellow                                                           | Afai                                                                              |                             |                                                                    |
| 2012   | バッド・ガンズ Bad Karma                                                  | マロイ                                                                            | 日本劇場未公開              | 不明                                                               |
| 2013   | LIVE AND DIE リヴ・アンド・ダイ Pawn                                      | スーツを着た男                                                                    | 日本劇場未公開              | 西垣俊作                                                           |
| 2013   | ザ・シューター 大統領暗殺 Suddenly                                        | トッド・ショー                                                                    | 日本劇場未公開              | 辻親八                                                             |
| 2014   | 禁断のケミストリー Better Living Through Chemistry                        | ジャック・ロバーツ                                                                | 日本劇場未公開              | （吹き替え版なし）                                                 |
| 2014   | ザ・マペッツ2/ワールド・ツアー Muppets Most Wanted                        | Big Papa                                                                          | カメオ出演                  |                                                                    |
| 2014   | シン・シティ 復讐の女神 Sin City: A Dame to Kill For                      | ジョーイ                                                                          |                             | さかき孝輔                                                         |
| 2014   | リベンジ・オブ・ザ・グリーン・ドラゴン Revenge of the Green Dragons       | マイケル・ブルーム                                                                |                             | さかき孝輔                                                         |
| 2014   | クレイジー・ドライブ Stretch                                              | 本人役                                                                            | 日本劇場未公開              | 大塚芳忠                                                           |
| 2014   | Kill the Messenger                                                        | ジョン                                                                            |                             | N/A                                                                |
| 2015   | DEMON デーモン Go with Me                                                 | ブラックウェイ                                                                    | 日本劇場未公開              | 三上哲                                                             |
| 2015   | バーチャル・コード Campus Code                                            | バーテンダー                                                                      | 日本劇場未公開              |                                                                    |
| 2019   | マリッジ・ストーリー Marriage Story                                       | ジェイ・マロッタ                                                                  | Netflixオリジナル映画       | 斎藤志郎                                                           |
| 2020   | ヒュービーのハロウィーン Hubie Halloween                                  | ミスター・ランドルファ                                                            | Netflixオリジナル映画       | 斎藤志郎                                                           |
| 2021   | クライム・ゲーム No Sudden Move                                           | フランク・カペリ                                                                  | 日本劇場未公開              | 平林剛                                                             |
| 2021   | ソプラノズ ニューアークに舞い降りたマフィアたち The Many Saints of Newark | サルヴァトーレ“サリー”・モルティサンティ “ハリウッド・ディック”・モルティサンティ | 日本劇場未公開              | 平林剛                                                             |
| 2023   | コカイン・ベア Cocaine Bear                                               | シド                                                                              | 死後に公開                  | 吉見一豊                                                           |
| 2023   | Fool's Paradise                                                           | The Producer                                                                      | 死後に公開                  | N/A                                                                |
| 2023   | Dangerous Waters                                                          | The Captain                                                                       | 死後に公開                  | N/A                                                                |
| 2024   | 1992:一触即発の夜 1992                                                    | ローウェル                                                                        | 死後に公開                  |                                                                    |

### テレビシリーズ
| 放映年    | 邦題 原題                                                      | 役名                               | 備考                                                    | 吹き替え |
| --------- | -------------------------------------------------------------- | ---------------------------------- | ------------------------------------------------------- | -------- |
| 1980-1981 | Another World                                                  | ジョーイ・ペリーニ                 | 計8話出演                                               | N/A      |
| 1983      | Casablanca                                                     | サッシャ                           | 計5話出演                                               | N/A      |
| 1985      | ワイルド・ブラッド Our Family Honor                            | エド・サンティーニ                 | 計10話出演                                              |          |
| 2004      | ER緊急救命室 ER                                                | チャーリー・メトカフ               | シーズン11第6話「末路」 第57回エミー賞 ゲスト男優賞受賞 | 磯部勉   |
| 2006-2007 | スミス Smith                                                   | ボビー・スティーヴンス             | 計7話出演                                               |          |
| 2015      | Texas Rising                                                   | ロルカ                             | 計5話出演                                               | N/A      |
| 2016-2018 | シェイズ・オブ・ブルー ブルックリン警察 Shades of Blue         | マット・ウォズニアック             | 計36話出演                                              | 大塚芳忠 |
| 2017      | アンブレイカブル・キミー・シュミット Unbreakable Kimmy Schmidt | Paulie Fiuccillo                   | シーズン3第10話「キミー、盗みをはたらく！」             |          |
| 2017      | ヤング・シェルドン Young Sheldon                               | ヴィンセント                       | 計1話出演                                               |          |
| 2021      | ハンナ 〜殺人兵器になった少女〜 Hanna                          | ゴードン・エヴァンズ               | 計6話出演                                               |          |
| 2022      | ブラック・バード Black Bird                                    | ジェームズ・“ビッグ・ジム”・キーン | 計6話出演 死後に公開                                    |          |

### コンピュータゲーム
| 発売年 | 邦題 原題                                                         | 役名                     | 備考 |
| ------ | ----------------------------------------------------------------- | ------------------------ | ---- |
| 2002   | グランド・セフト・オート・バイスシティ Grand Theft Auto:Vice City | トミー・ヴェルセッティー |      |